# Mrtovec
Mrtovec este o localitate din comuna Sevnica, Slovenia, cu o populație de 56 de locuitori.